# Хёвди
Хёвди (исл. Höfði) — старинный особняк, расположенный на севере столицы Исландии, Рейкьявика. Был построен в 1909 году и первоначально являлся резиденцией французского консула. В Хёвди долгое время жил и творил знаменитый исландский поэт Эйнар Бенедихтссон, однако он больше известен из-за так называемого «Исландского саммита», который состоялся в этом доме в 1986 году. В саммите участвовали Михаил Горбачёв и Рональд Рейган.
Особняк является муниципальной собственностью Рейкьявика с 1958 года, используется в качестве гостевого дома для иностранных лидеров и знаменитостей. 25 сентября 2009 года во время празднования 100-летия Хёвди в доме случился пожар, однако все ценные вещи были спасены. Хёвди является одной из главнейших достопримечательностей столицы Исландии.